# Ада Удечукву
А́да Удечу́кву (нар. 1960) — нігерійська художниця та поетеса, пов’язана з так званою групою Нсукка (Nsukka group). 

## Біографія
Ада Удечукву народилась в Енугу в родині батька ігбо та матері-американки. Дитинство провела в Нігерії, а з початком Біафрської війни переїхала з родиною до США і повернулась, коли та вже закінчилась.  
Навчалась у письменника Чинуа Ачебе, здобувши ступінь бакалавра англійської мови та літератури в університеті Нігерії в 1981 році. За кілька років вона почала робити принти на тканині, малювати дизайни одягу, використовуючи стриманий лінійний стиль.  
У 1988 році Ада Удечукву започаткувала малювання на папері, використовуючи чорнила та акварель. Ці малюнки є більш особистими, ніж інші її роботи, відображають спроби мисткині віднайти баланс між жінкою та художницею. Її роботи також досліджують складності полікультурної та міжкультурної ідентичності як всередині Африки, так і поза нею. Твори мисткині перебувають у колекції музею мистецтв Ньюарка.  Удечукву — одна з небагатьох жінок-митців, пов’язаних із групою Nsukka.
Первинно поетеса Ада Удечукву також є визнаною авторкою оповідань. Її книгу віршів та малюнків «Жінка, це - я»  опублікувало видавництво «Boomerang Press» (1993). Новела «Нічний автобус [Архівовано 17 квітня 2017 у Wayback Machine.]» була опублікована у випуску художньої літератури журналу «Атлантик» [Архівовано 6 липня 2017 у Wayback Machine.] (серпень 2006 р.). 